# HORIZON 〜20TH ANNIVERSARY〜
『HORIZON 〜20TH ANNIVERSARY〜』（ホライズン・トゥエンティース・アニヴァーサリー）は、2009年10月21日にハドソン・ミュージックエンタテインメントから発売された松井常松のセルフカバー・アルバム。

## 解説
ソロ・デビュー20周年を記念して発売された。BOØWY楽曲のセルフカバー3曲、ソロ楽曲のセルフカバー4曲、新曲3曲、以上全10曲での構成。数多のゲストが参加している。
CD+DVDでの2枚組となっており、DVDにはこれまでに制作されたミュージック・ビデオ9曲に、ライブ映像が3曲とインタビュー映像がボーナス・トラックとして収録されている。

## 収録曲

### CD
1. WORKING MAN
  - 作詞：松井常松　作曲：布袋寅泰　編曲：松嶋重
    - BOØWYのセルフカバー。
    - 原曲は『BEAT EMOTION』に収録。
    - 樋口豊、人時、西山史晃、小池ヒロミチがコーラスで参加。
    - 本作同梱のDVD収録MVには榊原秀樹、松本直樹が出演。
2. LIKE A CHILD
  - 作詞：松井常松　作曲：布袋寅泰　編曲：稲葉智
    - BOØWYのセルフカバー。
    - 原曲は『JUST A HERO』に収録。
3. RAIN IN MY HEART
  - 作詞：松井常松　作曲：布袋寅泰　編曲：稲葉智
    - BOØWYのセルフカバー。
    - 原曲は『BEAT EMOTION』に収録。
4. 抱きしめたい
  - 作詞：森雪之丞　作曲：松井常松　編曲：稲葉智・松嶋重
    - ソロのセルフカバー。
    - 原曲は『HEAVEN』に収録。
5. SHADOW OF THE MOON
  - 作詞：森雪之丞　作曲：尾崎亜美　編曲：稲葉智・松嶋重
    - ソロのセルフカバー。
    - 原曲は『HEAVEN』に収録。
6. WEDNESDAY
  - 作詞：森雪之丞・松井常松　作曲：松井常松　編曲：堀田健志
    - ソロのセルフカバー。
    - 原曲は『GLACIER』に収録。
7. GOOD FEELING
  - 作詞：KAORU MAEKAWA　作曲：松井常松・DACHICO　編曲：松井常松
    - 新曲。
    - 全編英語詞。吉川晃司がコーラス、榊原秀樹がギターで参加。
8. It's Alright,Daddy
  - 作詞：森雪之丞　作曲・編曲：松井常松
    - 新曲。
    - 本田毅がギターで参加。
9. Do-It-Again
  - 作詞：森雪之丞　作曲：松井常松・DACHICO　編曲：松井常松
    - 新曲。
    - 織田哲郎がギターとコーラスで参加。
10. YOROKOBI NO UTA
  - 作曲：松井常松　編曲：MICHITOMO
    - ソロのセルフカバー。
    - 原曲は『よろこびのうた』に収録。
    - 佐久間正英がギターで参加。

### DVD
1. よろこびのうた（MUSIC VIDEO）
作曲・編曲：松井常松
2. IN THE MAZE（MUSIC VIDEO）
作詞：Annlei Drecker　作曲・編曲：松井常松
3. DIAMOND AVENUE（MUSIC VIDEO）
作詞・作曲・編曲：松井常松
4. あの頃僕らは（MUSIC VIDEO）
作詞・作曲：松井常松　編曲：藤井丈司
5. GLACIER（MUSIC VIDEO）
作詞・作曲：松井常松　編曲：藤井丈司
6. LAST ANGEL（MUSIC VIDEO）
作詞：森雪之丞・松井常松　編曲：松井常松　編曲：小原礼
7. SHADOW OF THE MOON（MUSIC VIDEO）
作詞：森雪之丞　作曲：尾崎亜美　編曲：小原礼
8. Bye Bye EXTREMER（MUSIC VIDEO）
作詞：松井五郎　作曲：松井常松　編曲：村瀬恭久
9. WORKING MAN（MUSIC VIDEO）
作詞：松井常松　作曲：布袋寅泰　編曲：松嶋重
10. Delirious Moon（LIVE）（BONUS TRACK）
作詞：EMI　作曲・編曲：松井常松
11. 世界は光に満ちあふれている（LIVE）（BONUS TRACK）
作詞・作曲・編曲：松井常松
12. DOCUMENT （INTERVIEW）（BONUS TRACK）

## 参加ミュージシャン
- 松井常松　ベース、ボーカル
- 稲葉智（Papa）　ギター（#2,3,4,5）、コーラス（#2）
- MICHITOMO　プログラミング（#1,10）、キーボード（#2,3,4,5,6,7,8,9）
- 堀田健志　ピアノ・ストリングスアレンジ（#6）
- DACHICO　コーラス（#3,5）
- 牟田昌弘　ドラム（#2,3,4,5,7,8,9）
- 吉川晃司　コーラス（#7）
- 佐久間正英　ギター（#10）
- 織田哲郎　ギター・コーラス（#9）
- 本田毅　ギター（#8）
- 樋口豊　コーラス（#1）
- 人時　コーラス（#1）
- 西山史晃　コーラス（#1）
- 小池ヒロミチ　コーラス（#1）
- 榊原秀樹　ギター（#7）
- 伊藤彩　ヴァイオリン（#6）
- 矢野小百合　ヴァイオリン（#6）
- みきしょうこ　ヴィオラ（#6）
- 古川淑恵　チェロ（#6）